# Postproduction
Ne doit pas être confondu avec Préproduction (cinéma).

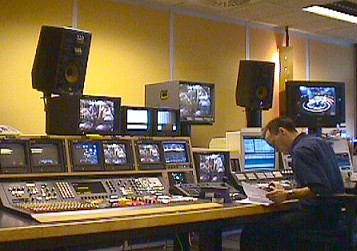
Studio d'édition audio-visuelle, où peuvent s'effectuer certaines étapes de la post-production.

La postproduction est l'ensemble des opérations qui finalisent la fabrication d’un film : montage, mixage audio, conformation et étalonnage. Durant ces opérations, la projection du film dans une salle de vision privée sert alors de référence au réalisateur. La postproduction succède à la phase de production qui comprend les préparations, financière et artistique, du projet, et le tournage lui-même.

## Histoire
La postproduction est pratiquement absente au moment où sont tournés les premiers films par le réalisateur de Thomas Edison, William Kennedy Laurie Dickson (1891) et pendant les dix premières années du cinéma.

### Apparition du montage
Les soudures à l’acétone (appelées improprement collures) sont utilisées par « les opérateurs de projection [qui] effectuent couramment en rassemblant plusieurs bobineaux, des collures qui créent un bout à bout facile à projeter et qui leur épargne de recharger la machine à la fin de chaque bobineau. » Dans leur esprit, il ne s’agit pas de ce qui s’appellera par la suite le montage, mais d’une commodité de travail. En août 1895, la soudure permet à William Heise, un autre réalisateur d’Edison, de réussir un trucage inédit pour L'Exécution de Marie, reine des Écossais où la décapitation de la reine Mary, quand on voit tomber la tête sous le coup de hache du bourreau, est effectuée avec le procédé de l’arrêt de caméra, l’un des plus anciens effets spéciaux du cinéma, que reprend Georges Méliès en 1896. Le plan est tourné en deux parties, sans bouger la caméra. 
D’abord, le bourreau lève sa hache et fait semblant de l’abattre. À ce moment, on arrête la caméra et tous les figurants s'immobilisent. On remplace au plus vite la figurante qui joue Mary par un mannequin à la tête démontable. On remet alors la caméra en marche et le bourreau sépare la tête du mannequin d’un coup de sa hache. Ces deux parties présentent, quand la caméra s’arrête et lorsqu’elle reprend, des images surexposées. Ces images sont découpées et jetées, et les deux parties sont soudées. Le trucage est ainsi dissimulé. Ces différentes opérations de soudure ouvrent la voie au montage, car avant elles, les films ne comportent qu’un plan unique.
C’est le réalisateur britannique George Albert Smith, avec son film La Loupe de grand-maman (en anglais Grandma’s Reading Glass), dans lequel il systématise ce qu’il avait déjà essayé avec le film précédent Ce qu'on voit dans un télescope (en anglais As Seen Through a Telescope), c’est-à-dire la succession de plusieurs plans, qui inaugure le montage. « Cette alternance du gros plan et des plans généraux dans une même scène est le principe du découpage. Par là, Smith crée le premier véritable montage. »

### Nécessité de la conformation et de l’étalonnage
Ces moments importants de la postproduction n’apparaissent pas dans les quinze premières années du cinéma. 
En effet, ce qui va devenir une puissante industrie en est encore au stade artisanal. L’habitude de chacun est de tirer des copies directement à partir du négatif original (celui qui a été chargé dans la caméra de prise de vues) pour satisfaire la demande des tourneurs de films (et leurs spectacles dans les foires) et des riches amateurs qui ont pu acquérir un appareil de projection. 
Mais, dès lors que le film comporte plusieurs plans, le négatif est une véritable dentelle. À chaque plan, il présente des soudures (en surépaisseur) qui perturbent l’opération du tirage et provoquent des rayures. À ce rythme, les films qui plaisent au public sont vite détériorés et doivent faire l’objet d’une ou plusieurs reprises « avec des plans identiques, pour permettre le tirage de plusieurs centaines de copies à une époque où l’on tirait directement d’après le négatif original qui se fatiguait assez vite des passages répétés dans la machine. »
La solution pour éviter cette perte de temps et d’argent est vite trouvée et va régner en maître dans la période d’industrialisation du cinéma (1905-1925) : il est tiré un positif à partir du négatif, qu’on appelle une « lavande » à cause de sa couleur bleutée, et c’est à partir de ce positif qu’on tire un ou plusieurs contretypes négatifs qui, eux, servent à tirer les copies à vendre ou à louer. La confection du ou des contretypes est une phase qui permet de corriger les anomalies d’exposition présentes dans le négatif originel et la lavande, et de traduire les sous-titres pour les ventes à l’étranger.
Le négatif ne subit pas les manipulations nombreuses du montage qui est fait sur une copie de travail. Quand la version montée satisfait les auteurs et producteurs du film, le négatif original est conformé d’après la copie de travail. Le négatif est précieusement gardé, et seuls la lavande et les contretypes sont manipulés et chargés si nécessaire dans une machine à tirer.

### Difficultés du mixage
L’arrivée du cinéma sonore ne transforme pas le cinéma autant qu’on peut être amené à le penser. 
À preuve, le célèbre film qui a sonné le glas de ce qu’on appellera le cinéma muet, Le Chanteur de jazz (1927). Ce film, considéré comme le premier film parlant, est plutôt un film chantant. Les dialogues sont toujours les classiques intertitres, les « cartons » du cinéma muet. « C’est bien le fils de son père, il chante avec son cœur ! », remarque un ami de la famille du chanteur. 
Pourtant, cette phrase, on ne l’entend pas : on peut seulement la lire grâce à un intertitre. La mère du chanteur lui répond par un autre intertitre : « C’est son monde, la scène. ». Il s’agit bien d’une technique du cinéma muet, sans conteste. Mais en fond sonore, le chanteur continue à susurrer à l’intention de sa mère Mother of mine (Ma mère à moi), accompagné par l’orchestre. « Le cinéma sonore ne l’est encore qu’à demi, quand les uns chantent, les autres ne peuvent pas parler, et inversement. Les cinéastes ne savent pas encore mélanger les sons, le mixage reste à découvrir ! »
Il faut dire que la technique de cinéma sonore de ce film est le procédé Vitaphone, une technique mettant en fonctionnement deux appareils : une caméra de prise de vues muette et un gramophone spécial gravant des disques de grand diamètre tournant à 33 ¹⁄₃ tours à la minute. Équipés chacun d’un moteur synchrone, ils assurent une synchronisation parfaite du son et de l’image. Mais il est impossible de réaliser le mélange d’une musique chantée par un personnage et de paroles prononcées par d’autres personnages pendant que se déroule cette musique. Il faudrait tourner les deux scènes en même temps avec deux caméras et deux graveurs de disque et baisser le son de la chanson quand les autres personnages parlent, et le relever ensuite. Une complication d’autant plus grande qu’il faudrait prévoir exactement à quel moment se ferait ce chevauchement, donc prévoir le futur montage à l’image près. Mission impossible, « au début, on enregistrait son et images sur le même film. »
La seconde phase du cinéma sonore est l’invention de la bande-son directement enregistrée sur la pellicule même, par le procédé qu’on appelle son optique. Celui-ci est enregistré par une machine spéciale, séparée de la caméra, et chargée elle aussi d’une pellicule photographique négative. Au moment de la confection de la lavande, ce son photographique est en principe impressionné le long des images. Cette invention permet alors de mélanger deux pellicules de son pour obtenir une troisième qui est le mélange des deux, en réglant les niveaux comme l’exige la dramaturgie de la séquence, et c’est ce mélange qui est impressionné le long des images de la lavande. Le mixage est enfin inventé. Il va devenir complexe, mettant en œuvre plusieurs bandes.

## Postproduction moderne
Elle passe par les mêmes étapes qu’autrefois. Bien entendu, les savoir-faire se sont multipliés, les machines ont été spécialisées, et les inventions relativement récentes comme les procédés sonores Dolby, DTS, THX et autres, ont elles révolutionné les bandes-son des films, l’abandon des caméras argentiques n’a pas supprimé les phases de la conformation et de l’étalonnage, il en a décuplé les possibilités. Quant au montage, il est à la fois plus simple à réaliser, mais dans ce domaine aussi, la facilité technique a permis de complexifier le discours filmique. 
Les étapes de la postproduction :
- le montage de l'image et du son direct, mise en place de la musique. Ces opérations sont le cœur de la postproduction. Comme l’accomplissement de tout ouvrage d’art, elles suivent une progression qui va de l’ébauche à la finition. Au début, les prises des plans qui ont été choisies par le réalisateur durant le tournage sont mises bout à bout, dans l’ordre logique qui est celui du script annoté, du découpage technique ou du storyboard. Si le réalisateur n’était pas sûr de son choix définitif, les meilleures prises sont intégrées sans ce bout à bout qu’on appelle en jargon professionnel un « ours ». Au fur et à mesure que progresse le travail, la sélection définitive se fera. L’ordre logique sera peut-être bousculé par une décision collégiale du réalisateur et du monteur. La jonction des plans l’un derrière l’autre va être affinée, un souci constant chez le monteur. Cette évolution vers ce que sera le film en fin de montage voit le passage de différents intervenants : les comédiens, du moins ceux qui sont amenés à faire de la « post-synchro », le ou les bruiteurs, l’éventuel illustrateur sonore qui va choisir des musiques du répertoire ou spécialisées (notamment pour les documentaires) et le compositeur de la musique originale. Leur visionnement du bout à bout et ensuite du film plus élaboré va leur permettre d’exercer leur art ;
- la postsynchronisation. Certains plans sont tournés dans des conditions sonores difficilement contournables (ex. : chute d’eau, moteur puissant, foule bruyante, etc.), et le preneur de sons ne peut qu’effectuer ce qu’on appelle un « son témoin » qui rapporte le contenu du plan : le dialogue, les bruits particuliers (portière qui claque, coup de feu). Ce son direct inutilisable sert quand même à repérer les dialogues que doivent refaire en studio les comédiens concernés. C’est l’opération de la « détection », importante car les comédiens ne respectent pas toujours le dialogue prévu et font des ajouts personnels au moment de la prise de vues. Un exemple célèbre est le film de Jean-Luc Godard, À bout de souffle, tourné avec une caméra Caméflex sans blimp, donc terriblement bruyante, dont toutes les séquences dialoguées ont été postsynchronisées : les acteurs rejouent la scène parlée devant leur propre image et le texte écrit qui se déroule dessous au bon rythme sur une « bande rythmo ». L’opération est aussi parfois nécessaire quand l’une des vedettes, engagée pour satisfaire une coproduction étrangère, et mal « coachée », a écorché son texte, le rendant incompréhensible. On fait alors appel à un autre comédien selon la technique du doublage.

Le son obtenu en post-synchro est intégré au montage à la place du son direct inaudible. L’ambiance sonore qui a perturbé le son direct (chute d’eau, moteur, foule) a fait l’objet d’une prise de son spéciale en dehors du jeu des comédiens, ce qu’on appelle un « son seul » ou une ambiance. Elle sera ajoutée dans l’opération du montage son ;
- le bruiteur reçoit la commande du réalisateur et du monteur, de différents bruits particuliers. Ceux-ci peuvent avoir été enregistrés lors du tournage en « sons seuls » (claquement d’une portière par exemple). Mais certains bruits naturels, soit ont disparu à l’occasion d’une post-synchro (c’est le cas du pas des comédiens), soit sont décevants (c’est le cas des armes à feu factices). Le bruiteur va remédier à cela, imitant les pas sur différents sols en studio, créant un coup de feu avec un accessoire personnel qui n’a rien à voir avec un pistolet mais qui produit un son plus véridique — et surtout plus dramatique — que les balles à blanc ;
- le compositeur de la musique originale fait partie des auteurs qui signent le film (signature abusivement réservée au réalisateur) et perçoit ainsi des droits financiers lors de sa diffusion. Au cours de la pré-production, il a été choisi par le producteur ou par le réalisateur et il a déjà composé des thèmes qui seront au cœur de sa partition. Lors du montage, il fait un repérage des plages où ses thèmes devront être développés. Il peut ainsi construire un brouillon de sa musique, au piano par exemple. Il devra attendre la fin du montage (d’une partie ou du film entier) pour prendre connaissance de la durée exacte des plages musicales. Il pourra alors enregistrer la partition définitive avec un orchestre ;
- le monteur son rassemble les différentes sources de sons et les cale l’une par rapport aux autres, si cette opération n’a pas été faite par le chef monteur. Son travail doit faciliter le mélange, lors de l'ultime opération ;
- le mixage de l’ensemble des sons donnant deux versions du film : la version originale dans la langue de tournage (VO) et la version internationale (VI), destinée aux ventes à l’étranger, qui comprend la VO pour information, et le mixage bruits et musique. À partir de cette VI, les distributeurs du film dans une autre langue devront traduire et adapter à leur langue les dialogues, bruiter toutes les séquences qui étaient accompagnées du son direct dans la version originale, et mixer le tout ;
- généralement, les effets spéciaux sont fabriqués auparavant ou pendant le montage. Leur version définitive est intégrée pendant la conformation, c'est-à-dire quand, à partir de la numérisation provisoire de l'ordinateur de montage, on établit une nouvelle numérisation, plus poussée, de tous les plans, sous la direction du réalisateur ou du directeur de la photographie ;
- cette étape permet en même temps l'étalonnage de l'image, donc le réglage en finesse de l'exposition (on éclaircit plus ou moins un plan par exemple), un réglage aussi du contraste, et un autre réglage de la colorimétrie (on atténue telle ou telle couleur, ou au contraire on la renforce)[11].

Avec la généralisation du « tout numérique », la postproduction s'articule distinctement en deux phases :
- la première phase, dite « créative », qui se termine généralement par le mixage original, étape qui fixe et boucle les processus artistiques sous l'autorité du réalisateur et des commanditaires (producteur, diffuseurs, distributeurs) ;
- la deuxième phase, celle des opérations de laboratoire :
  - pour l'image : étalonnage, intégration définitives des effets spéciaux et autres trucages,
  - pour le son : finalisation de la mise en forme du ou des mixages spécifiques suivant leur destination ; cinéma, télévision HD, télévision SD, Web et ses variantes (streaming, serveurs, vidéo à la demande ou VOD, etc.,
  - pour l'image et le son : la fabrication des fichiers (Digital Cinema Package ou DCP), la fabrication des PAD pour la télévision, etc.

- La projection de cinéma numérique à partir d'une source laser génère, sur un écran perforé, des effets de moirage. Toutefois, les effets de moirage peuvent être supprimés en utilisant un écran non perforé comme c'est dans le cas avec la technologie développé par Delair Labs.